# Убиство старог свата испред Старе цркве на Башчаршији
Око 14.30 часова у недјељу 1. марта 1992, нападнута је српска свадбена поворка у сарајевској Башчаршији, што је резултирало смрћу младожењиног оца Николе Гардовића и рањавањем православног свештеника Раденка Мировића. Напад се догодио посљедњег дана контроверзног референдума о независности Босне и Херцеговине од Југославије, у раној етапи распада и ратних сукоба на простору Југославије.
Као одговор на напад, наоружани чланови Српска демократске странке (СДС) поставили су барикаде и блокаде на путевима, оптужујући Странку демократске акције (СДА) за оркестрирање напада. СДС је тражио да у већински српским подручјима Босне и Херцеговине патролирају српски полицајци, а не полицајци других националности и да се у земљу распореде мировне снаге Уједињених нација. СДС је 3. марта пристао да демонтира барикаде које су претходно постављене. Скупштина Социјалистичке Републике Босне и Херцеговине, у којој је СДА појединачно имао највише мандата, прогласила је независност истог дана.
Гардовић се често сматра првом жртвом рата у Босни и Херцеговини. Рамиз Делалић, криминалац, наводно под заштитом СДА, брзо је идентификован као осумњичени, али муслиманске власти се нису трудиле да га пронађу непосредно након напада. Током рата, Делалић је предводио милицију која је прогонила сарајевске Србе. Касније је у телевизијском интервјуу признао да је извео напад. Делалић је 2004. оптужен за убиство по једној тачки оптужнице у вези са смрћу Гардовића, али је упуцан и убијен 2007. прије него што је суђење приведено крају.
У Федерацији Босне и Херцеговине, ентитету Босне и Херцеговине са бошњачко-хрватском већином, 1. март се прославља као Дан независности. У Републици Српској, ентитету Босне и Херцеговине са српском већином, 1. март се повезује са убиством српског свата и почетком рата.

## Позадина
Након смрти доживотног предсједника Југославије Јосипа Броза Тита 1980, вишенационална држава ушла је у период дуготрајне економске стагнације и пропадања. Анемично стање привреде земље резултирало је значајним порастом националних тензија која су само погоршане падом комунизма у источној Европи 1989. године. Савез комуниста Југославије дозволио је одржавање демократских избора широм земље 1990. године. У Босни и Херцеговини, политичке странке су углавном основане по националној линији. Муслимани су основали Странку демократске акције (СДА), Срби Српску демократску странку (СДС), а Хрвати Хрватску демократску заједницу (ХДЗ). На челу СДА био је Алија Изетбеговић, СДС-а Радован Караџић и ХДЗ-а Стјепан Кљуић. Први демократски избори у Босни и Херцеговини одржани су 18. новембра 1990. године. Највише гласова су добиле управо три националне странке. Социјалистичке странке без одређене националне групације, нарочито Савез комуниста Босне и Херцеговине, нису успјеле добити значајан број гласова.
СДА и ХДЗ, странке које су представљале интересе већине Муслимана и Хрвата, залагале су се за независност Босне и Херцеговине, чему се оштро противио СДС и велика већина Срба. Владе Словеније и Хрватске прогласиле су независност од Југославије 25. јуна, што је довело до рата у Словенији и Хрватској. У новембру 1991, Скупштина српског народа у БиХ (касније Народна скупштина Републике Српске) организовала је плебисцит на којем је већине Срба гласала за останак у саставу Југославије. Сљедећег мјесеца, Арбитражна комисија, коју је саставио Савјет министара Европска економска заједница (ЕЕЗ), одлучила је да би правно обавезујући државни референдум о независности био предуслов за коначно признање Босне и Херцеговине од стране ЕЕЗ. Према томе, Скупштина СР Босне и Херцеговине донијела је одлуку о одржавању референдума о независности 29. фебруара и 1. марта. СДС је такав референдум одбацио као неуставан. Сходно томе, на наговор странке већина Срба је бојкотовала референдум. Скупштина српског народа у БиХ донијела је Декларацију о проглашењу Републике српског народа Босне и Херцеговине 9. јануара, која је требала да обухвати подручја „српских аутономних регија и области и других српских етничких цјелина у Босни и Херцеговини, укључујући и подручја на којима је српски народ остао у мањини због геноцида”.
Као и већи дио Босне и Херцеговине, Сарајево је било етнички и религијски разнолико. Према попису становништва у БиХ 1991, град је имао 525.980 становника, од чега су 49,25% били Муслимани, 29,94% Срби, 10,65% Југословени и 6,62% Хрвати.

## Напад
У недјељу, завршног дана гласања, 1. марта 1992. у цркви Преображења Господњег у Новом Сарајеву одржано је вјенчање Милана Гардовића и Дијане Тамбур. Младожења је био студент Православног богословског факултета у Београду, на посљедњој години студија. Његов отац Никола био је ђакон у цркви Преображења Господњег. Историчар Кенет Морисон атмосферу тога дана у Сарајеву описује као „напету”. Након вјенчања, младенци, њихове породице и сватови упутили су се у Дом Свете Текле у дворишту цркве Светих Арханђела Михаила и Гаврила, познатија као Стара православна црква, која се налазила у старој градској — већински муслиманској — четврти Башчаршија, гдје је требао да се одржи свадбени ручак. Стара православна црква на Башчаршији је најстарија српска православна грађевина у Сарајеву.
Пошто у непосредној близини Старе православне цркве није било мјеста за паркирање, сватови су одлучили да пјешице крену према цркви, образујући поворку која се протезала од најближег паркинг мјеста до саме цркве. Током поворке, сватови су махали српским заставама, што су многи муслимански пролазници протумачили као провокацију. Такве поворке биле су типичне за српске свадбе широм Југославије. Обично их је пратило трубљење аутомобила и пјесама. Око 14.30 часова, четворица младића изашла су из бијелог фолксвагена голфа и покушала да отму заставу једном од сватова. Услиједила је препирка, а према ријечима очевидаца, један од мушкараца је запуцао на свадбену поворку.
Виктор Мајер, дописник њемачког дневног листа Frankfurter Allgemeine Zeitung, био је случајни очевидац напада и о њему је писао у својој књизи Yugoslavia: A History of its Demise из 1995. године. „У почетку се чинило да је ријеч о детонатору”, написао је Мајер о пуцњави, „али онда сам видио избезумљене људе; чуо сам плач и видио некога како трчи до најближег телефона и видио преплашена лица пролазника”. У нападу је убијен младожењин отац Никола Гардовић, а рањен српски православни свештеник Раденко Мировић.

## Посљедице

### Реакције
Историчар Младен Анчић пише, „емоционални набој око инцидента био подједнак на обје стране које су на подједнак начин видјеле српску свадбену поворку, с истакнутим српским симболима, на путу у најстарију српску цркву у Сарајеву како је зауставља бошњачко-муслимански метак”. За већину Срба напад је представљао „тачку без повратка”, пише историчар Џон Р. Шиндлер. Званичници СДС-а су одмах осудили напад. Радован Караџић је рекао да је напад доказао да покрет за независност представља егзистенцијалну пријетњу Србима у БиХ. „Овај хитац била је велика неправда усмјерена према српском народу”, изјавио је предсједник Народне скупштине СР Босне и Херцеговине Момчило Крајишник. Гласноговорник СДС-а Рајко Дукић изјавио је да је напад доказ да су сарајевски Срби „у смртној опасности” и тврдио да ће независна Босна и Херцеговина још више угрозити сигурност Срба. Алија Изетбеговић је осудио убиство, назвавши га „пуцњем у читаву Босну”. Начелник сарајевске општине Стари Град Селим Хаџибајрић изразио је саучешће Гардовићима. Сефер Халиловић који је у марту 1991. основао паравојну јединицу Патриотска лига, дао је другачији тон. Халиловић је тврдио да поворка „заправо није била свадба, већ провокација” и да су сватови били активисти СДС-а. „Хтјели су да прођу Башчаршијом са аутомобилима, са заставама, са транспарентима, да нас испровоцирају и виде како ћемо реаговати”, рекао је Халиловић.
Напад је подстакао „надмјетање за урбани простор које би се развило у право опсједање и подјелу града”, пише историчарка Кетрин Бејкер. Широм Сарајева су се брзо појавиле блокаде путева и барикаде, прво српске, а затим муслиманске. СДС је затражио да већинским српским подручјима Босне и Херцеговине патролирају српски полицајци, а не полицајци других националности, и даље позвао да се мировне снаге Уједињених нација распореде у земљу. Два дана након напада, СДС се сложио да уклони барикаде које је подигао. Овај напредак постигао је генерал ЈНА Милутин Кукањац, који је успио убиједити руководство СДА и СДС да дозволе заједничке патроле ЈНА и босанскохерцеговачке полиције. Истог дана, Изетбеговић је прогласио независност Босне и Херцеговине и Скупштина у којој су Муслимани имали већину убрзо је ратификовала одлуку. Гардовић је сахрањен у Сарајеву 4. марта. Опијело на његовој сахрани служио је епископ зворничко-тузлански Василије. „Нећу рећи, као што то раде неки неинтелигентни политичари, да је пуцањ који је убио овог човјека пуцањ у Босну”, рекао је епископ Василије током посмртног говора, „али то је било упозорење за наша три народа. Нека Николина жртва буде посљедње у овим лудим временима”.
Извјештавање о нападу је у великој мјери заклонило извјештај о паралелном референдуму. Српске новине су напад углавном приказивале као напад за који су сви Муслимани сносили колективну одговорност. Одломак из београдског дневног листа Политика је гласио: „Убице српског свата нису тројица нападача, већ они који су створили атмосферу која је једном заувијек укинула Босну и Херцеговину”. Сарајевски дневни лист Ослобођење скренуо је у супротном смјеру, покушавајући да прикрије етнички идентитет нападача. Колумна објављена дан након напада је гласила: „Убице свата на Башчаршији, распиривачи мржње и градитељи барикада, не само да нису били Сарајлије, већ нису били ни прави Босанци, већ странци”. Колумна је даље инсинуирала да је свадбена поворка била намјерна провокација. Многи српски читаоци сматрају да је реакција Ослобођења на напад безосјећајна и због тога су уреднику послали гњевна писма. Мирослав Јанковић, српски члан уредништва листа, искалио је бијес на сљедећем састанку одбора, описујући колумну као „најсрамнију ствар коју су ове новине објавиле у педесет година”.

### Одговорност
Очевици су идентификовали појединца који је пуцао на свадбену поворку као Рамиза Делалића, сарајевског криминалца. Руководство СДС-а одмах је за напад оптужило СДА и тврдило да је Делалић био под заштитом СДА. Прије напада, Делалић је био умијешан у још једну пуцњаву, као и у силовање, а лијечио се у психијатријској болници. Локалне власти издале су налог за хапшење Делалића 3. марта 1992, али се нису трудиле да га пронађу. Званичници СДС-а тврдили су да неуспјех власти да ухапсе Делалића представља доказ саучесништва СДА у нападу.
Током блокаде Сарајева, Делалић је водио муслиманску паравојну јединицу која је напала и убила и српске и муслиманске цивиле. Некажњавање Делалића од стране муслиманских власти било је такво да је у телевизијском интервјуу отворено признао да је пуцао на сватове. Власти су сузбиле Делалићеву паравојску тек крајем 1993, након што је почела ликвидирати несрбе. На пету годишњицу напада на сватове 1. марта 1997, Делалић је јавно претио оцу и сину у сарајевском ресторану и махао пиштољем пред покровитељима, што је дјело за које је касније осуђен. У јуну 1999. прегазио је својим аутомобилом полицајца, па је поново затворен. Посљедњи инцидент навео је Карлоса Вестендорпа, Високог представника за Босну и Херцеговину од 1997. до 1999, да позове државне власти да истраже Делалићеву ратну прошлост. Делалић је 8. децембра 2004. оптужен по једној тачки за првостепеног убиства у вези са нападом на свадбену поворку. Суђење је почело 14. фебруара 2005. године. Првог дана судског поступка, тужиоци су пороти пустили видео-касету напада на свадбену поворку, на којој се видјело како Делалић пуца на сватове. Истог дана, Делалић је положио кауцију и пуштен на сопствену одговорност. Прије него што је суђење могло да се оконча, неидентификовани наоружани нападачи убили су Делалића у Сарајеву 27. јуна 2007. године.
Тужиоци у Сарајеву у оптужници од 19. септембра 2012. означили су наркобоса Насера Кељмендија као наредбодавца убиства Делалића. Кељменди је побјегао из Босне и Херцеговине 2012, након што је санкционисан америчким Законом о именовању страних наркобосова. Такође је оптужен по неколико тачака за кријумчарења дроге. Ухапсила га је Косовска полицијска служба у Приштини 6. маја 2013. године. С обзиром да Босна и Херцеговина не признаје независност Републике Косово, а самим тим и нема споразум о изручењу, Кељмендију је у Приштини суђено за злочине за које је наводно починио у Босни и Херцеговини. Бошњачки политичар Фахрудин Радончић, који је познавао Делалића, свједочио је у одбрану Кељмендија у октобру 2016. године. Радончић је 2012. у оптужници против Кељмендија наведен као један од налогодаваца за убиство Делалића, али никада није лично оптужен и негирао је оптужбе. Радончић је свједочио да му је Делалић рекао да су напад на свадбену поворку наручили Изетбеговић и СДА. Даље наводи да је Делалићево убиство наручила „бошњачка државна мафија”, а не Кељменди, јер је Делалић желио да са тужиоцима разговара о наводној умијешаности породице Изетбеговић у организовани криминал. Кељменди је 1. фебруара 2018. осуђен по једној тачки за трговину дрогом и осуђен је на шест година затвора; ослобођен је по свим тачкама које се односе на Делалићево убиство.

## Насљеђе
Никола Гардовић се често сматра првом жртвом рата у Босни и Херцеговини. Срби у БиХ напад често називају и Крвава свадба. Политиколог Кејт Кравфорд напад на старог свата и покољ Срба у Сијековцу 27. марта као два инцидента која су ефективно убрзала сукоб. Индијски академик Радха Кумар упоредила је напад на вјенчању са насилним инцидентима који су претходили насиљу међу заједницама у Индији. Европска економска заједница и Сједињене Америчке Државе признале су Босну и Херцеговину као независну државу 6. и 7. априла. Српска Република Босна и Херцеговина је такође 7. априла 1992. године прогласила самосталност, али и останак у југословенској федерацији. Босна и Херцеговина је примљена у Уједињене нација 22. маја. Рат у БиХ је за посљедицу имао око 100.000 мртвих и око 2 милиона расељених. Рат је окончан потписивањем Дејтонског мировног споразума у новембру 1995, којим је БиХ подијељена на два ентитета — Републику Српску и Федерацију Босне и Херцеговине.
Бјежећи од рата, Милан и Дијана Гардовић су избјегли у Шведску, гдје је Милан свештеник Српске православне цркве. У Федерацији БиХ 1. март се обиљежава као Дан независности, нерадни празник. Већина Срба у БиХ тај датум повезује са нападом на вјенчању, а не са референдумом о независности. Напад је драматизован у британском ратном филму из 1997. Welcome to Sarajevo, у којем су као жртве представљени Хрвати, а као починиоци српска паравојна формација. „Ове промјене су уведене очигледно из политичких разлога”, сматра филмски редитељ Горан Гоцић. Антрополог Стивен Харпер се слаже, „замјена етничких идентитета у инсценацији масакра сватова у Welcome to Sarajevo… нуди још један примјер како се филмске слике могу користити за идеолошко прекрајање историје.”